# Andreas Dufter
Andreas Dufter (* 16. Oktober 1970 in Traunstein) ist ein deutscher Romanist.

## Leben
Nach dem Studium (1991–1997) der Fächer Theoretische Linguistik, Französisch, Informatik an der Ludwig-Maximilians-Universität München (1997: Magister Artium) als Stipendiat nach dem Bayerischen Begabtenförderungsgesetz war er von 1994 bis 1998 studentische und wissenschaftliche Hilfskraft an den Instituten für Romanische Philologie, Deutsche Philologie und Phonetik (Verbmobil). Nach der Promotion 2002 war er von 2009 bis 2012 Inhaber des Lehrstuhls für Romanistik, insbesondere Sprachwissenschaft, an der Friedrich-Alexander-Universität Erlangen-Nürnberg. Seit 2012 ist er Inhaber des Lehrstuhls für Romanische Philologie (Sprachwissenschaft) an der Ludwig-Maximilians-Universität München.
Seine Forschungsinteressen sind Fokus und fokussierungsverdächtige Konstruktionen, Sprachvariation in der Geschichte des Französischen und des Spanischen und grammatischer Wandel und „Relatinisierung“ im Französischen und Spanischen der Frühen Neuzeit.